# Eurhadina callissima
Eurhadina callissima är en insektsart som beskrevs av Irena Dworakowska 1967. Eurhadina callissima ingår i släktet Eurhadina och familjen dvärgstritar. Inga underarter finns listade i Catalogue of Life.